# Grande Prêmio da Espanha de 2014
O Grande Prêmio da Espanha de 2014 (formalmente denominado  2014 Formula 1 Gran Premio de España Pirelli) será uma corrida realizada no Circuito da Catalunha, em Montmeló, em 11 de maio de 2014. Será a quinta corrida da Temporada de Fórmula 1 de 2014..
Quem largou na pole position foi Lewis Hamilton da Mercedes com o tempo de 1m25s232. O vencedor da corrida também foi Hamilton, com Rosberg e Ricciardo completando o pódio.

## Pneus
| nome do composto | Cor       | Cor | Banda de rolamento | Condições de condução         | Dry Type*    | Aderência       | Longevidade  |
| ---------------- | --------- | --- | ------------------ | ----------------------------- | ------------ | --------------- | ------------ |
| Médio            | Branco    |     | Slick              | Seco                          | Prime/Option | Médio           | Médio        |
| Duro             | Laranja** |     | Slick              | Seco                          | Prime        | Menos aderência | Mais durável |
| Intermediário    | Verde     |     | Sulcos             | Molhado (água não estagnante) | x            | x               | x            |
| Chuva            | Azul      |     | Sulcos             | Molhado (água estagnante)     | x            | x               | x            |

## Resultados

### Treino Classificatório
| Pos.                     | Nu. | Piloto            | Construtor           | Q1       | Q2       | Q3       | Grid |
| ------------------------ | --- | ----------------- | -------------------- | -------- | -------- | -------- | ---- |
| 1                        | 44  | Lewis Hamilton    | Mercedes             | 1:27.238 | 1:26.210 | 1:25.232 | 1    |
| 2                        | 6   | Nico Rosberg      | Mercedes             | 1:26.764 | 1:26.088 | 1:25.400 | 2    |
| 3                        | 3   | Daniel Ricciardo  | Red Bull-Renault     | 1:28.053 | 1:26.613 | 1:26.285 | 3    |
| 4                        | 77  | Valtteri Bottas   | Williams-Mercedes    | 1:28.198 | 1:27.563 | 1:26.632 | 4    |
| 5                        | 8   | Romain Grosjean   | Lotus-Renault        | 1:28.472 | 1:27.258 | 1:26.960 | 5    |
| 6                        | 7   | Kimi Räikkönen    | Ferrari              | 1:28.308 | 1:27.335 | 1:27.104 | 6    |
| 7                        | 14  | Fernando Alonso   | Ferrari              | 1:28.329 | 1:27.602 | 1:27.140 | 7    |
| 8                        | 22  | Jenson Button     | McLaren-Mercedes     | 1:28.279 | 1:27.570 | 1:27.335 | 8    |
| 9                        | 19  | Felipe Massa      | Williams-Mercedes    | 1:28.061 | 1:27.016 | 1:27.402 | 9    |
| 10                       | 1   | Sebastian Vettel  | Red Bull-Renault     | 1:27.958 | 1:27.052 | No Time  | 151  |
| 11                       | 27  | Nico Hülkenberg   | Force India-Mercedes | 1:28.155 | 1:27.685 |          | 10   |
| 12                       | 11  | Sergio Pérez      | Force India-Mercedes | 1:28.469 | 1:28.002 |          | 11   |
| 13                       | 26  | Daniil Kvyat      | Toro Rosso-Renault   | 1:28.074 | 1:28.039 |          | 12   |
| 14                       | 21  | Esteban Gutiérrez | Sauber-Ferrari       | 1:28.374 | 1:28.280 |          | 13   |
| 15                       | 20  | Kevin Magnussen   | McLaren-Mercedes     | 1:28.389 | No Time  |          | 14   |
| 16                       | 25  | Jean-Éric Vergne  | Toro Rosso-Renault   | 1:28.194 | No Time  |          | 222  |
| 17                       | 99  | Adrian Sutil      | Sauber-Ferrari       | 1:28.563 |          |          | 16   |
| 18                       | 4   | Max Chilton       | Marussia-Ferrari     | 1:29.586 |          |          | 17   |
| 19                       | 17  | Jules Bianchi     | Marussia-Ferrari     | 1:30.177 |          |          | 18   |
| 20                       | 9   | Marcus Ericsson   | Caterham-Renault     | 1:30.312 |          |          | 19   |
| 21                       | 10  | Kamui Kobayashi   | Caterham-Renault     | 1:30.375 |          |          | 20   |
| 22                       | 13  | Pastor Maldonado  | Lotus-Renault        | No Time  |          |          | 21   |
| Tempo dos 107%: 1:32.837 |     |                   |                      |          |          |          |      |

Notas
- ↑1  – No início do Q3, Sebastian Vettel sofreu um problema de câmbio na sua RBR e parou no meio do circuito, ficando sem tempo e perderá 5 posições do grid por trocar o câmbio.

- ↑2  – Jean-Éric Vergne foi punido com dez posições no grid por ter sido liberado de forma insegura dos boxes durante os treinos livres de sexta-feira (roda mal fixada), largando em último lugar.

### Corrida
| Pos. | Nu. | Piloto            | Construtor           | Voltas | Tempo/Retirado | Grid | Pontos |
| ---- | --- | ----------------- | -------------------- | ------ | -------------- | ---- | ------ |
| 1    | 44  | Lewis Hamilton    | Mercedes             | 66     | 01:41:05.155   | 1    | 25     |
| 2    | 6   | Nico Rosberg      | Mercedes             | 66     | +0.554         | 2    | 18     |
| 3    | 3   | Daniel Ricciardo  | Red Bull-Renault     | 66     | +48.590        | 3    | 15     |
| 4    | 1   | Sebastian Vettel  | Red Bull-Renault     | 66     | +1:14.196      | 15   | 12     |
| 5    | 77  | Valtteri Bottas   | Williams-Mercedes    | 66     | +1:15.876      | 4    | 10     |
| 6    | 14  | Fernando Alonso   | Ferrari              | 66     | +1:25.491      | 7    | 8      |
| 7    | 7   | Kimi Räikkönen    | Ferrari              | 65     | +1 volta       | 6    | 6      |
| 8    | 8   | Romain Grosjean   | Lotus-Renault        | 65     | +1 volta       | 5    | 4      |
| 9    | 11  | Sergio Pérez      | Force India-Mercedes | 65     | +1 volta       | 12   | 2      |
| 10   | 27  | Nico Hülkenberg   | Force India-Mercedes | 65     | +1 volta       | 11   | 1      |
| 11   | 22  | Jenson Button     | McLaren-Mercedes     | 65     | +1 volta       | 8    |        |
| 12   | 20  | Kevin Magnussen   | McLaren-Mercedes     | 65     | +1 volta       | 14   |        |
| 13   | 19  | Felipe Massa      | Williams-Mercedes    | 65     | +1 volta       | 9    |        |
| 14   | 26  | Daniil Kvyat      | Toro Rosso-Renault   | 65     | +1 volta       | 12   |        |
| 15   | 13  | Pastor Maldonado  | Lotus-Renault        | 65     | +1 volta       | 21   |        |
| 16   | 21  | Esteban Gutiérrez | Sauber-Ferrari       | 65     | +1 volta       | 13   |        |
| 17   | 99  | Adrian Sutil      | Sauber-Ferrari       | 65     | +1 volta       | 16   |        |
| 18   | 17  | Jules Bianchi     | Marussia-Ferrari     | 64     | +2 voltas      | 18   |        |
| 19   | 4   | Max Chilton       | Marussia-Ferrari     | 64     | +2 voltas      | 17   |        |
| 20   | 9   | Marcus Ericsson   | Caterham-Renault     | 64     | +2 voltas      | 19   |        |
| Ret  | 10  | Kamui Kobayashi   | Caterham-Renault     | 33     | Freios         | 20   |        |
| Ret  | 25  | Jean-Éric Vergne  | Toro Rosso-Renault   | 23     | Escapamento    | 22   |        |

## Volta de Liderança
- Lewis Hamilton : 60 (1-17), (22-43) e (46-66)
- Nico Rosberg : 6 (18-21) e (44-45)

## Curiosidades
- Primeiro pódio de Daniel Ricciardo.

## Tabela do campeonato após a corrida
Observe que somente as dez primeiras posições estão incluídas na tabela.